# 李之奇
李之奇，號卦嵐，山西太原府交城人，明末清初政治人物。

## 生平
明朝崇祯九年丙子科山西鄉試第五十八名舉人，十年（1637年）丁丑科进士，户部觀政，十二年二月授行人。清朝入关后，考选福建道监察御史，巡按山东、四川等地。

## 家族
曾李天益，祖李志，父李执中〔生员〕。孫李楚，康熙辛未進士。